# Шапаровка (Башкортостан)
Шапаровка (баш. Шапаровка) — деревня в Чишминском районе Республики Башкортостан Российской Федерации. Входит в состав Алкинского сельсовета. 

## География

### Географическое положение
Расстояние до:
- районного центра (Чишмы): 6 км,
- центра сельсовета (Узытамак): 7 км,
- ближайшей ж/д станции (Чишмы): 6 км.

## Население
| 2002 | 2009 | 2010 |
| ---- | ---- | ---- |
| 28   | ↘21  | ↗26  |